# Station Argentière
Station Argentière (Frans: Gare d'Argentière) is een spoorwegstation in de Franse gemeente Chamonix-Mont-Blanc. Het ligt aan de spoorlijn Saint-Gervais-les-Bains-Le Fayet - Vallorcine (grens).